# Гимн народу
«Гимн народу» (англ. «Paean to the People») — финальный эпизод седьмого сезона американского драматического телесериала «Родина», и 84-й во всём сериале. Премьера состоялась на канале Showtime 29 апреля 2018 года.

## Сюжет
Сол (Мэнди Патинкин) и его команда прибывают в посольство, готовые привезти Симон (Сандрин Холт) в США. Тем временем Евгений Громов (Коста Ронин) выслеживает переодетую Кэрри (Клэр Дэйнс), всё ещё веря, что она — Симон. Машина Кэрри загнана в угол, поэтому она сбегает, пытаясь продлить погоню до тех пор, пока самолёт Сола не взлетит. Машина Сола остановлена на контрольно-пропускном пункте из-за невыполненного ордера на арест Беннета (Ари Флиакос); Сол обращается за помощью к вице-президенту Уорнеру (Бо Бриджес). Сенатор Пэйли (Дилан Бейкер), который находится в комнате с Уорнером, советует не делать этого, поскольку успешное возвращение Симон приведёт к восстановлению Кин на посту президента. Уорнер злобно ругает Пэйли и вмешивается от имени Сола. Самолёт взлетает, а Евгений захватывает Кэрри.

### Три дня спустя
Попытки Сола договориться с Виктором (Илья Баскин) об освобождении Кэрри ни к чему не приводят. Показания Симон подтверждают заговор ГРУ подорвать авторитет президента Кин. Пэйли арестован как заговорщик. Кин (Элизабет Марвел) триумфально приносит присягу в качестве президента ещё раз, но в своём первом публичном обращении она уходит в отставку. Она объясняет, что Россия смогла использовать политический конфликт в США, который надо устранить, и что события, произошедшие за время её нахождения у власти, характеризуют её как человека, которому американский народ в целом не сможет доверять. Евгений хочет, чтобы Кэрри сняла видео с признанием в том, что Симон была агентом ЦРУ, и что США организовали всё, угрожая не давать Кэрри её лекарства, если она не будет сотрудничать. Кэрри отказывается.

### Семь месяцев спустя
Освобождение Кэрри наконец-то обеспечено в обмен на нескольких русских пленных. Сол и Джим (Дэмиан Янг) наблюдают за обменом пленными на российско-эстонской границе. После семи месяцев отсутствия лекарств Кэрри едва соображает и, кажется, даже не узнаёт Сола.

## Производство
Режиссёром эпизода стала исполнительный продюсер Лесли Линка Глаттер, а сценарий написал шоураннер Алекс Ганса.

## Реакция

### Реакция критиков
Эпизод получил рейтинг 100% на сайте Rotten Tomatoes на основе 9 отзывов.
Скотт фон Довяк из The A.V. Club оценил эпизод на «B+», заключив, что это был «в основном удовлетворительный конец вернувшегося в норму сезона», и что «первые двадцать пять минут или около того выполнены почти безупречно, с самой твёрдой рукой, Лесли Линка Глаттер, за рулём». Бен Трэверс из «IndieWire» оценил финал «A», написав, что «„Родина“ предоставила концовку-клиффхэнгер, не жертвуя завершением в финале, которое создаёт интригующий конец».

### Рейтинги
Во время оригинального показа, эпизод посмотрели 1,3 миллионов зрителей.

### Награды
Алекс Ганса получил премию Гильдии сценаристов США за эпизод в драматическом сериале на 71-й церемонии премии. Лесли Линка Глаттер была номинирована на премию Гильдии режиссёров США за лучшую режиссуру драматического сериала на 71-й церемонии премии.